# Траоре, Бакай
Бака́й Траоре́ (фр. Bakaye Traoré; 6 марта 1985, Бонди, Сен-Сен-Дени, Франция) — франко-малийский футболист, полузащитник. Выступал в сборной Мали.

## Клубная карьера
Профессиональную карьеру Бакай начал в 2004 году в команде «Амьен» из одноимённого города, выступавшей тогда в Лиге 2. За пять сезонов, проведённых в команде, футболист принял участие более чем в ста матчах. В 2009 году трёхлетний контракт с игроком заключил футбольный клуб «Нанси», выступающий в Лиге 1. 8 августа того же года в матче с «Валансьеном» (1:3) футболист дебютировал в составе команды в чемпионате. В этой встрече Бакай отметился забитым мячом с пенальти.
8 апреля 2012 года появились слухи о том, что игроком интересуется итальянский «Милан». В сообщении говорилось о том, что спортивный директор «россонери» Арьедо Брайда просматривал Бакая в матче 30-го тура чемпионата Франции «Нанси» — ПСЖ (2:1). В этой игре футболист забил один из голов.
9 мая 2012 года официальный сайт «Нанси» объявил о том, что Бакай Траоре стал игроком «Милана». Контракт футболиста с клубом рассчитан на три года.
5 сентября 2013 года был арендован турецким «Кайсери Эрджиесспор».
1 июля 2014 года перешёл в турецкий «Бурсаспор» на правах свободного агента.

## Международная карьера
24 февраля 2009 года Бакай дебютировал в составе сборной Мали. Это произошло в матче со сборной Анголы.